# ژرفاب پیراقطبی

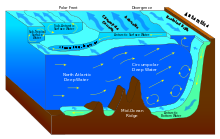
ژرفاب اقیانوس اطلس شمالی و آب پایین جنوبگان با هم ترکیب می‌شوند تا ژرفاب پیراقطبی را تشکیل دهند.

ژرفاب پیراقطبی (به انگلیسی: Circumpolar deep water) نامی است که به توده آب در اقیانوس آرام و اقیانوس هند داده می‌شود که مخلوطی از توده‌های آبی دیگر در منطقه است. به‌طور مشخص گرمتر و شورتر از توده‌های آب پیرامون است و سبب می‌شود که ژرفاب پیراقطبی به ذوب شدن یخ‌تاق‌ها در منطقه قطب جنوب کمک کند.
ژرفاب پیراقطبی، بزرگ‌ترین توده آب حجمی در اقیانوس منجمد جنوبی، شامل ژرفاب اقیانوس اطلس شمالی (NADW)، بستراب جنوبگان (AABW)، آب میانی جنوبگان (AAIW)، و همچنین ژرفاب‌های بازچرخیده از اقیانوس‌های هند و اقیانوس آرام است. یکی از ویژگی‌های متمایز ژرفاب پیراقطبی این است که آب در سطح تشکیل نمی‌شود، بلکه از ترکیب دیگر توده‌های آب تشکیل می‌شود. ژرفاب پیراقطبی در ژرفای حدود ۵۰۰ متری، تقریباً در ژرفای فلات قاره قرار دارد.
ژرفاب پیراقطبی نقش مهمی در حمایت از بوم‌سازگان‌های جنوبگان ایفا می‌کند. فراچاهش ژرفاب پیراقطبی در قفسه‌های قاره جنوبگان گرما و مواد مغذی را به همراه دارد که از بوم‌سازگان‌ها در امتداد شبه‌جزیره جنوبگان غربی پشتیبانی می‌کند.